# Нікколо Амманіті
Нікколо́ Аммані́ті (італ. Niccolò Ammaniti; 25 вересня 1966, Рим, Італія) — італійський письменник та сценарист. Переможець Премії Стрега 2007 року за твір «Як Бог командує» (італ. Come Dio comanda).

## Біографія
Народився Нікколо Амманіті 25 вересня 1966 року у Римі. Вчився на біологічному факультеті, але покинув навчання.
Перший його роман Branchie опублікувало видавництво Едіессе в 1994 році, а у 1997 році його придбало видавництво Ейнауді (італ. Einaudi).
Вважається, що цей роман був адаптацією його незакінченої дисертації. У 1999 році був знятий фільм за сюжетом книги, але незважаючи на величезний бюджет, він провалився у прокаті.
У 1995 році Амманіті разом із батьком психіатром Массімо Амманіті опублікували нарис «Nel nome del figlio». У 1996 році він знявся разом зі своєю сестрою у низькобюджетному фільмі Фульвіо Оттавіано «Вирощування артишоків у Мімонго» (італ. Cresceranno i carciofi a Mimongo).
У 1996 році він брав участь у антології «Канібальна молодь», куратором якої є Даніель Броллі та яка вийшла у видавництві Ейнауді (італ. Einaudi), з новелою, яку написала Луїза Бранкаччо. Також у 1996 р. Він опублікував для Mondadori Fango збірку оповідань, яка містить, серед іншого, тексти «Жити і вмирати в Пренестіно» та «Останній Новий рік людства»; за останнього був знятий у 1998 році фільм Марко Різі, над сценарієм якого працював сам Амманіті.
У 1999 році вийшов роман «Беру і забираю тебе» (італ. Ti prendo e ti porto via).
Популярність на національному рівні приходить до Амманіті в 2001 році, коли він публікує роман «Я не боюся» (італ. Io non ho paura). За цією книгою через два роки зняли однойменний фільм Габріеле Сальваторесом, за який він отримав премію Флайано за найкращий сценарій. У 2004 році він написав тему до фільму «Сироватка марнославства» режисера Алекса Інфасчеллі.
У 2006 році вийшов роман «Як Бог командує» (італ. Come Dio comanda), який отримав змішані відгуки критиків. Незважаючи на це в 2007 році роман отримав Премію Стрега. У 2008 році книга була адаптована для великого екрана Габріеле Сальваторесом.
У 2009 році він опублікував роман «Нехай вечірка починається» (італ. Che la festa cominci) у видавництві Ейнауді, за який його номінували на премію Алабарда-д'оро 2010 р.
У 2010 році він опублікував свій шостий роман «Я і ти» (італ. Io e te).
У 2012 році Нікколо Амманіті опублікував збірку новел «Делікатний момент» (італ. Il momento è charter), назва якої походить від фрази, яку йому надіслав видавець, щоб повідомити про відмову від видання збірки новел Fango.
У 2015 році він опублікував свій сьомий роман «Анна» (італ. Anna).
У травні 2017 року Sky Italia оголосила про створення нового телесеріалу «Чудо» (італ. Il miracolo), присвяченого наслідкам виривання статуї Мадонни в маленькому місті.

## Особисте життя
17 вересня 2005 року одружився з актрисою Лоренцою Індовіною.
17 січня 2017 року університет Фоджі присвоїв йому почесний ступінь з філології, літератури та історії.

## Творчий доробок

### Романи
- 1994 — Branchie
- 1999 — Ti prendo e ti porto via
- 2001 — «Я не боюсь» (італ. Io non ho paura)
- 2006 — «Як Бог командує» (італ. Come Dio comanda)
- 2009 — Che la festa cominci
- 2010 — «Я і ти» (італ. Io e te)
- 2015 — «Анна» (італ. Anna)

### Оповідання
- 1996 — Збірка «Бруд» / Fango
- 1996 — «Вечір» / Seratina
- 1997 — Alba tragica
- 1998 — Enchanted Music & Light
- 2000 — «Друг Джеффрі Дамера — мій друг» / L'amico di Jeffrey Dahmer è l'amico mio
- 2002 — «Зроби трохи боляче» / Fa un po' male
- 2005 — «Ти — мій скарб» / Sei il mio tesoro
- 2012 — «Делікатний момент» / Il momento è delicato

### Нариси
- 1995 — «В ім'я сина» / Nel nome del figlio
- 1997 — «Навіть сонце викликає відразу» / Anche il sole fa schifo

### Екранізації
- 1998 — «Свята не буде» / L'ultimo capodanno
- 1999 — Branchie
- 2003 — «Я не боюсь» / Io non ho paura
- 2004 — «Сировотка марнославства» / Il siero della vanità
- 2008 — «Як Бог командує» / Come Dio comanda
- 2012 — «Ти і я» / Io e te